# Joseph Werth

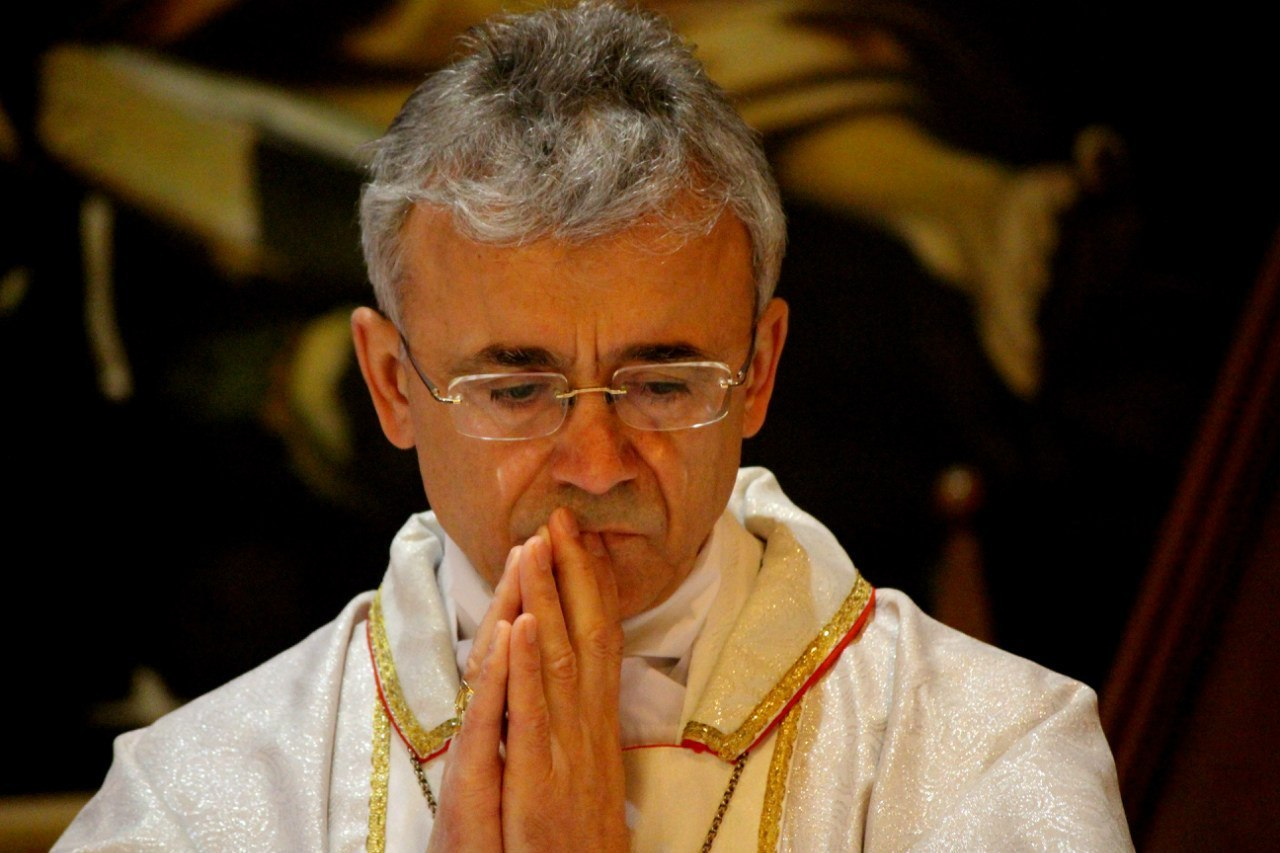
Joseph Werth, 2014

Wappen von Joseph Werth

Joseph Werth SJ (* 4. Oktober 1952 in Karaganda, Kasachische SSR; Russisch: Иосиф Верт, Transliteration: Iosif Vert) ist römisch-katholischer Bischof des Bistums der Verklärung von Nowosibirsk und Ordinarius für die Katholiken des byzantinischen Ritus Russlands.

## Leben
Joseph Werth wurde als zweites von elf Kindern einer nach Kasachstan verbannten russlanddeutschen Familie geboren. Werth wurde durch die katholische Untergrundkirche geprägt. 1975 trat er nach seinem Militärdienst ins Noviziat der litauischen Gesellschaft Jesu ein. Nach seinem Studium von 1979 bis 1984 im Priesterseminar in Kaunas empfing Joseph Werth am 27. Mai 1984 das Sakrament der Priesterweihe und arbeitete ein Jahr lang als Kaplan in Švenčionys/Litauen sowie zwei Jahre als Pfarrer in Aktjubinsk/Kasachstan. Von 1987 bis 1991 war Joseph Werth Pfarrer in Marx an der Wolga, in welchem Amt ihm Clemens Pickel folgte.
Am 13. April 1991 ernannte ihn Papst Johannes Paul II. zum Titularbischof von Bulna und bestellte ihn zum Apostolischen Administrator von Sibirien. Die Bischofsweihe spendete ihm Erzbischof Francesco Colasuonno, Apostolischer Delegat in Russland und späterer Kardinal, am 16. Juni 1991; Mitkonsekratoren waren Tadeusz Kondrusiewicz, der am selben Tag zum Administrator in Russland bestellt wurde, und Juozas Tunaitis, Weihbischof in Vilnius.
Am 18. Mai 1999 wurde Werth zum Apostolischen Administrator von Westsibirien bestellt und am 11. Februar 2002 mit der Erhebung der Administratur zum Bistum zum Bischof in Nowosibirsk ernannt. 2004/2005 wurde er zudem zum Ordinarius für die Katholiken des byzantinischen Ritus in Russland bestimmt.
Des Weiteren war der Deutsch sprechende Joseph Werth von 2005 bis 2011 Vorsitzender der Russischen Bischofskonferenz.
Am 19. Februar 2014 wurde er von Papst Franziskus als ordentliches Mitglied in die Kongregation für die orientalischen Kirchen berufen.